# Лягин, Роман Викторович
Рома́н Ви́кторович Ля́гин (укр. Роман Вікторович Лягін; род. 30 мая 1980, Донецк, Украинская ССР, СССР) — украинский общественный деятель, государственный деятель подконтрольной России Донецкой Народной Республики. Министр труда и социальной политики ДНР (с 16 мая по 26 сентября 2014 года), Глава ЦИК ДНР (26 сентября 2014 года — 5 апреля 2016 года).

## Биография
Родился в Донецке. В 2002 году окончил исторический факультет Донецкого национального университета.
На выборах Президента Украины в 2004 году был специалистом аппарата по организационно-массовой работе в Донецком областном отделении Партии регионов, в штабе Виктора Януковича
В 2005 году Роман Лягин был инициатором создания общественной организации «Мы», которую и возглавил. Организация занимала жёстко оппозиционную к президенту Украины Виктору Ющенко позицию, а также ставила перед собою цель соблюдения прав и свобод человека, однако в конце года его исключили из организации.
В 2006 году возглавил виртуальную организацию «Политёр». Вступает в ряды Партии регионов. В феврале 2006 года Лягин изменил имя и фамилию, став Александром Викторовичем Лукьянченко для того, чтоб на выборах Донецкого городского головы снизить показатели голосов действующему мэру Александру Лукьянченко. Заявил, что имеет на руках свидетельство из ЗАГСа, о новом имени и фамилии, но паспорт с новыми данными ему так и не выдали.
В марте 2007 года Лягин предложил переименовать Партию регионов в «Партию юго-восточных регионов». При этом он открыто выступал за присоединение восточных регионов к России и уничтожение Украины. На следующий, 2008 год он объявил о своём намерении принять участие в выборах мэра Киева и планах по сносу Крещатика после своего избрания.
На выборах в Верховную Раду Украины 2012 года баллотировался по 44 мажоритарному избирательному округу Донецка как самовыдвиженец. По результатам голосования набрал 0,33 % голосов и занял последнее место среди кандидатов. По мнению экспертов Лягин был техническим кандидатом «регионала» Николая Левченко. В том же 2012 году — возглавлял ДГОО «Курское землячество»

### Война на Донбассе
В январе 2014 года Лягин был задержан правоохранительными органами Украины, однако вскоре он был выпущен на свободу.
Во время пророссийских протестов на юго-востоке Украины стал активным участником создания Донецкой Народной Республики, был главой ЦИК на референдуме 11 мая 2014 о самоопределении ДНР, с 26 сентября 2014 года снова возглавил ЦИК ДНР. С 16 мая по 26 сентября был министром труда и социальной политики ДНР.
В апреле 2016 ввиду противоречий с другими членами правительства ДНР был отправлен в отставку, 12 апреля задержан силовиками ДНР, позже освобождён и уехал в Россию.

## Санкции
12 мая 2014 года за «поддержку сепаратистских действий или политики» Лягин внесен в санкционный список всех стран Евросоюза.
Также находится под санкциями Великобритании, США, Канады, Швейцарии, Австралии, Японии, Украины и Новой Зеландии

## Арест и суд
В 2019 году Лягин оказался на подконтрольной территории Украины, где был задержан. Его дело рассматривал Днепровский районный суд Киева в закрытом режиме. Он обвинялся в терроризме, государственной измене и причастности к созданию тюрьмы «Изоляция», где в Донецке незаконно содержали и пытали людей. По состоянию на июль 2023-го всё ещё находился под стражей в СИЗО.

## Семья
Первая жена Лягина, Анастасия, с ребенком проживает в Германии. Его вторая жена Янина с ребёнком ещё в апреле 2016 проживала в Донецке.